# Kumamotói várkastély
A kumamotói várkastély (japánul 熊本城, Hepburn-átírással Kumamoto-jō) japán erődített kastély a Kjúsú szigetén fekvő Kumamoto város Csúó kerületében. Amellett hogy igen jól védhető, dombtetőn elhelyezkedő erőd volt, a középkori japán építészet remeke is: a himedzsi és a macumotói kastéllyal együtt a három legszebb japán vár közé tartozik.

## Története

### Korai időszak
A dombtetőn az első erődöt Ideta Hidenobu építtette 1467-ben. Harminc évvel később, 1496-ban Kanokogi Csikakazu jelentősen kibővítette. 1587-ben a Simazu-klán legyőzése után Tojotomi Hidejosi Szasza Narimaszának adományozta a várat és a környező birtokokat. Ő azonban képtelen volt elfojtani a helybeliek lázadását, ezért hűbérura parancsára szeppukut követett el. A birtok Higo tartomány nagy részével együtt 1588-ban Hidejosi rokonához és egyik legjobb hadvezéréhez, Kató Kijomaszához került. 

### Mai formájának kialakulása
Kijomasza tapasztalt várépítő volt, az egész országban és a megszállt Koreában is számos erődítményt emeltetett. Kumamotóban 1601-ben kezdte el a vár teljes átépítését. A hatalmas komplexummá kibővített erőd 1610-re készült el és 49 bástya és torony, 18 bástyakapu, valamint 29 kisebb kapu tartozott hozzá. 1610-re befejezték a Honmaru Goten palotát is. A megerődített terület kelet-nyugati irányban 1,6 km-re, észak-dél felé pedig 1,2 km-re terjedt ki, az öregtorony magassága 30,3 méter volt.
1632-ben a birtokot a várral együtt a Hoszokava klán kapta meg. A híres kardforgató Mijamoto Muszasi gyakran megfordult a kastélyban és 1640-től a kumamotói Hoszokavák csatlósa lett. Itt írta Harmincöt stratégiai tanács című művét.   

### A vár ostroma a Szacuma-lázadás során
1877-ben a Szacuma-lázadás során a Meidzsi-kormányzat ellen felkelt szamurájok megostromolták a várat. Az erődöt 3800 katona és 600 rendőr védte a nagy túlerőben levő felkelők ellen, akik létszáma az ostrom végére elérte a húszezret. Az ostrom február 19-én kezdődött. A támadók először rohammal próbálkoztak, de bár sikerült behatolniuk a várba és megszerezték a védők ezredzászlaját, végül visszaverték őket. Ezután az erődöt bekerítve megpróbálták kiéheztetni őket. A védők április 8-án kitörtek és sikerült rést nyitniuk az ostromlók vonalai között, amin keresztül az utánpótlás egy része bejutott a várba. Négy nappal később megérkeztek a túlerőben levő császári csapatok és a felkelők visszavonultak. Az ostrom következtében az öregtorony és az épületek fele leégett. 

### Rekonstrukciók
1960-ban az öregtornyot beton felhasználásával újjáépítették. 1998-ban megkezdődött a kastély teljeskörű rekonstrukciója. 2001-2005 között újjáépült az ötemeletes Iida-torony és a Nisidemaru és Bugjomaru erődök valamennyi fontos épülete. 2008-ra elkészült a Honmaru Goten palota rekonstrukciója.
A közeli parkban megtekinthető a Hoszokava Gjobu-tei, Higo tartomány daimjóinak régi rezidenciája.
2006-ban a kumamotói várat a Japán Kastélyszövetség beválasztotta Japán 100 legnevezetesebb kastélya közé. 

## Galéria
Régi fotók

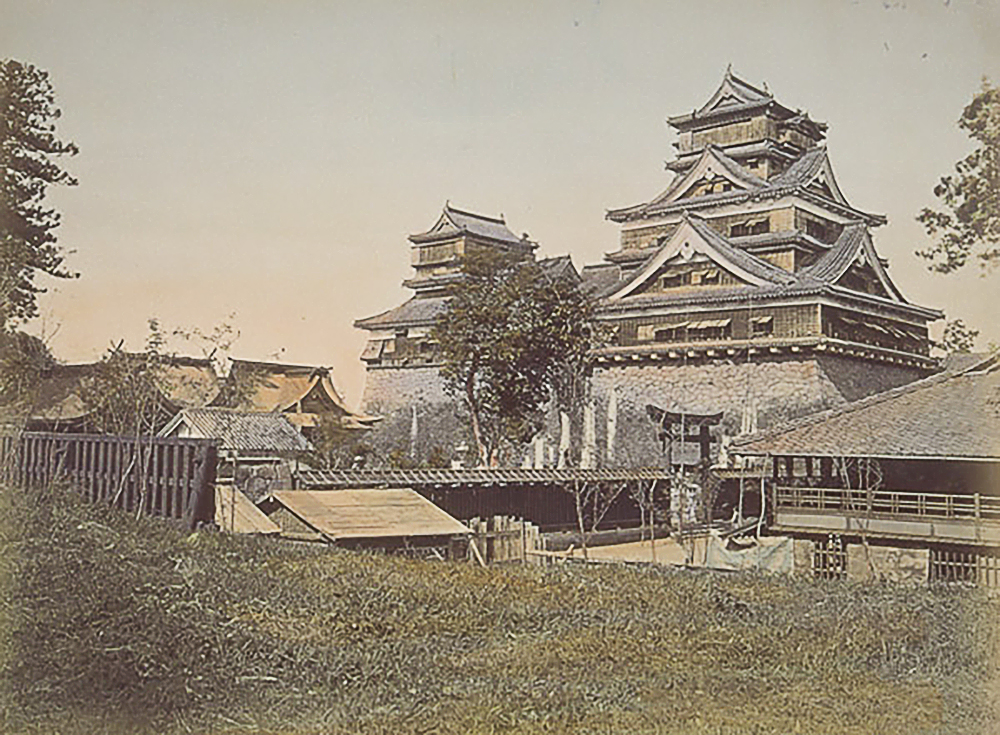
A vár 1871-1874 körül
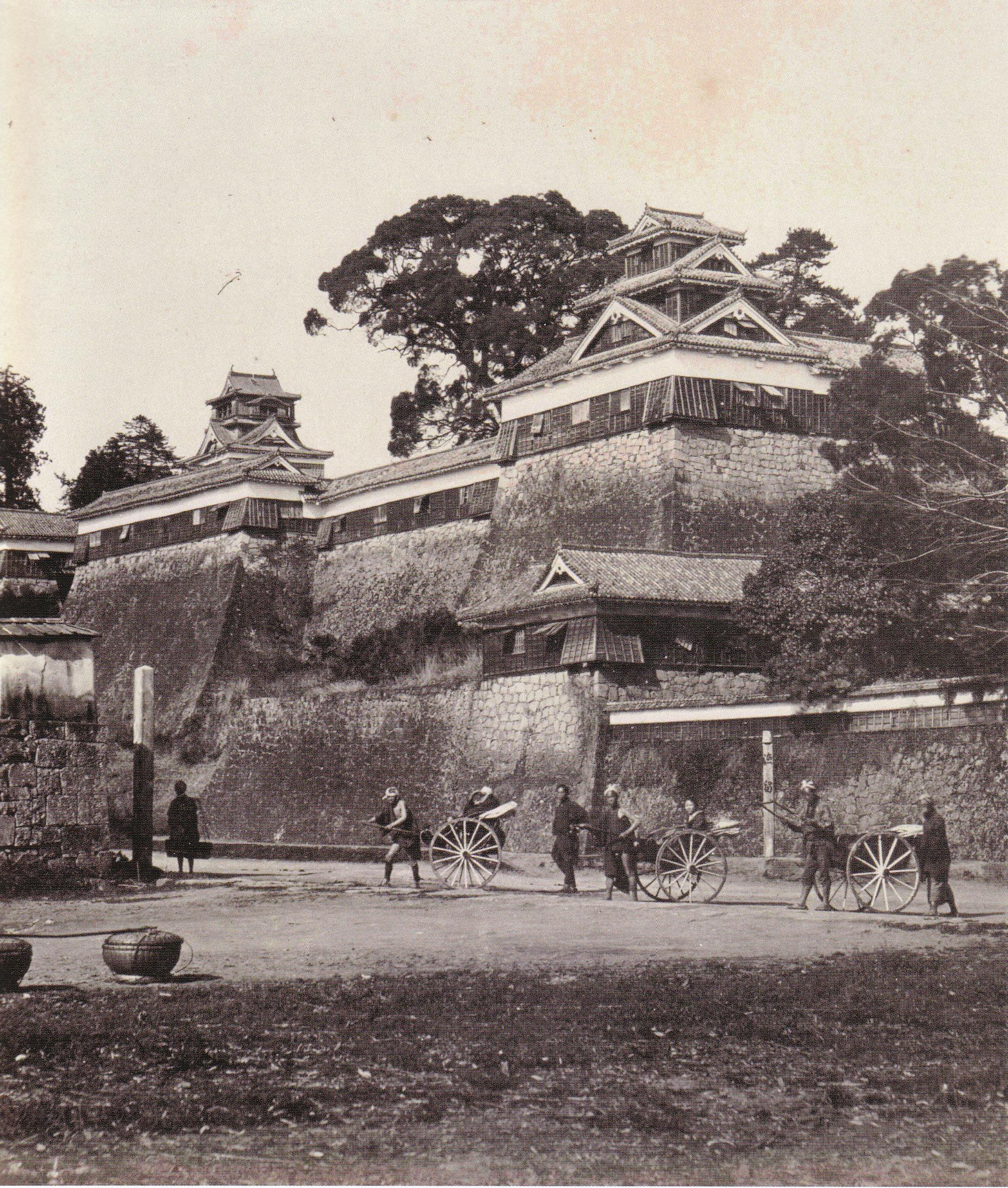
1874-ben
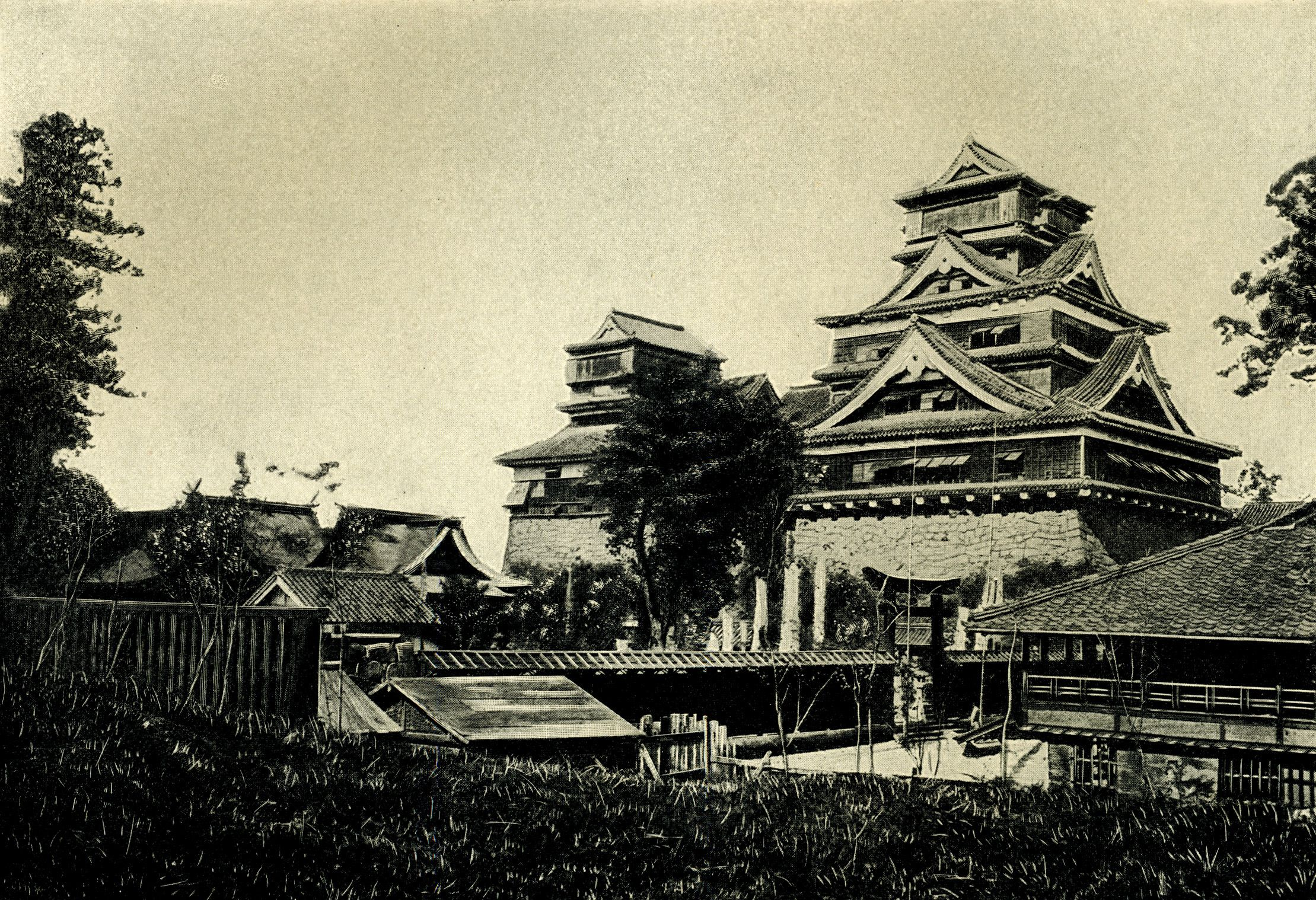
A vár 1902 előtti fényképe
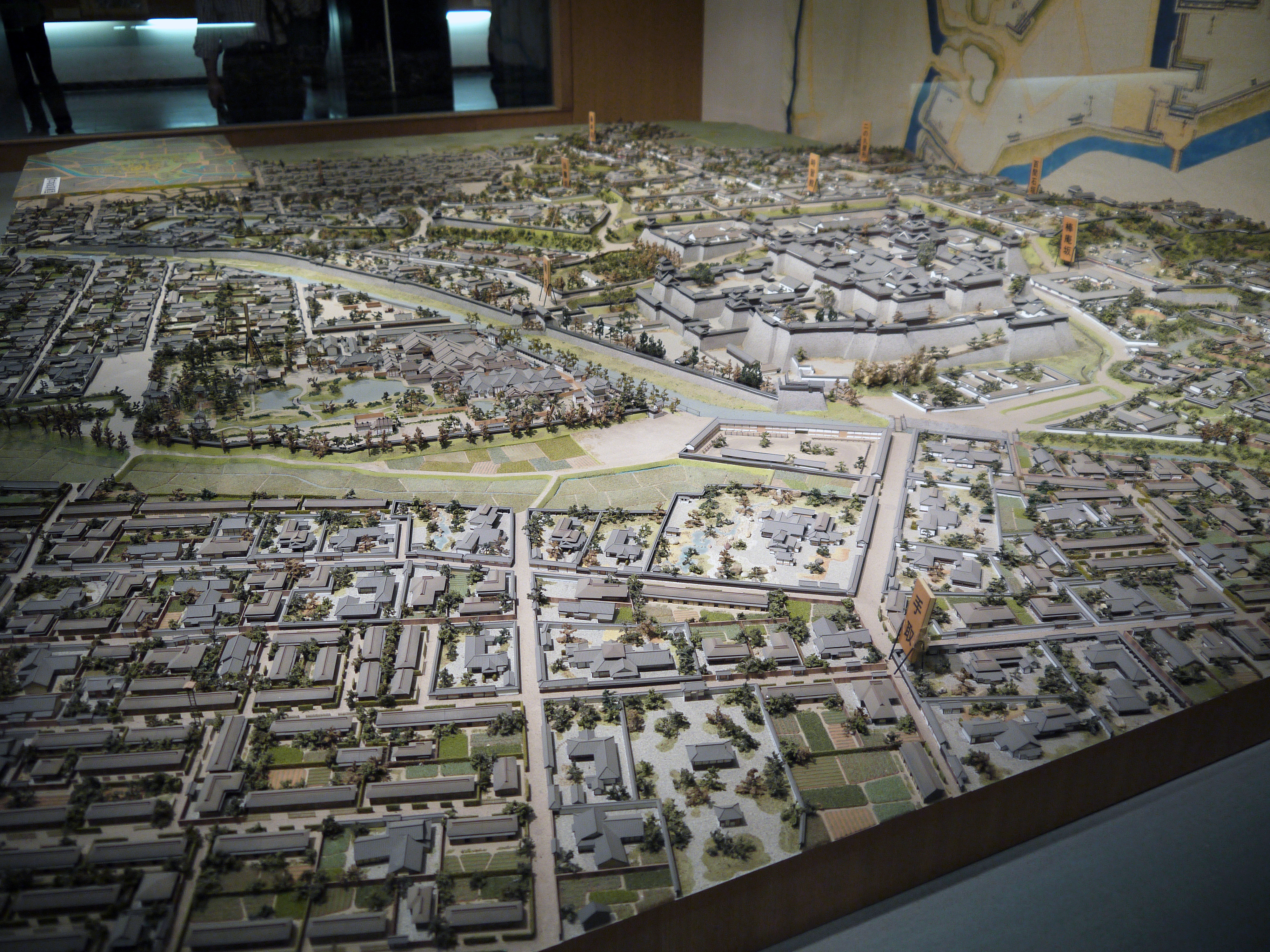
A kastély és a város az Edo-korszakban

A mai várkastély

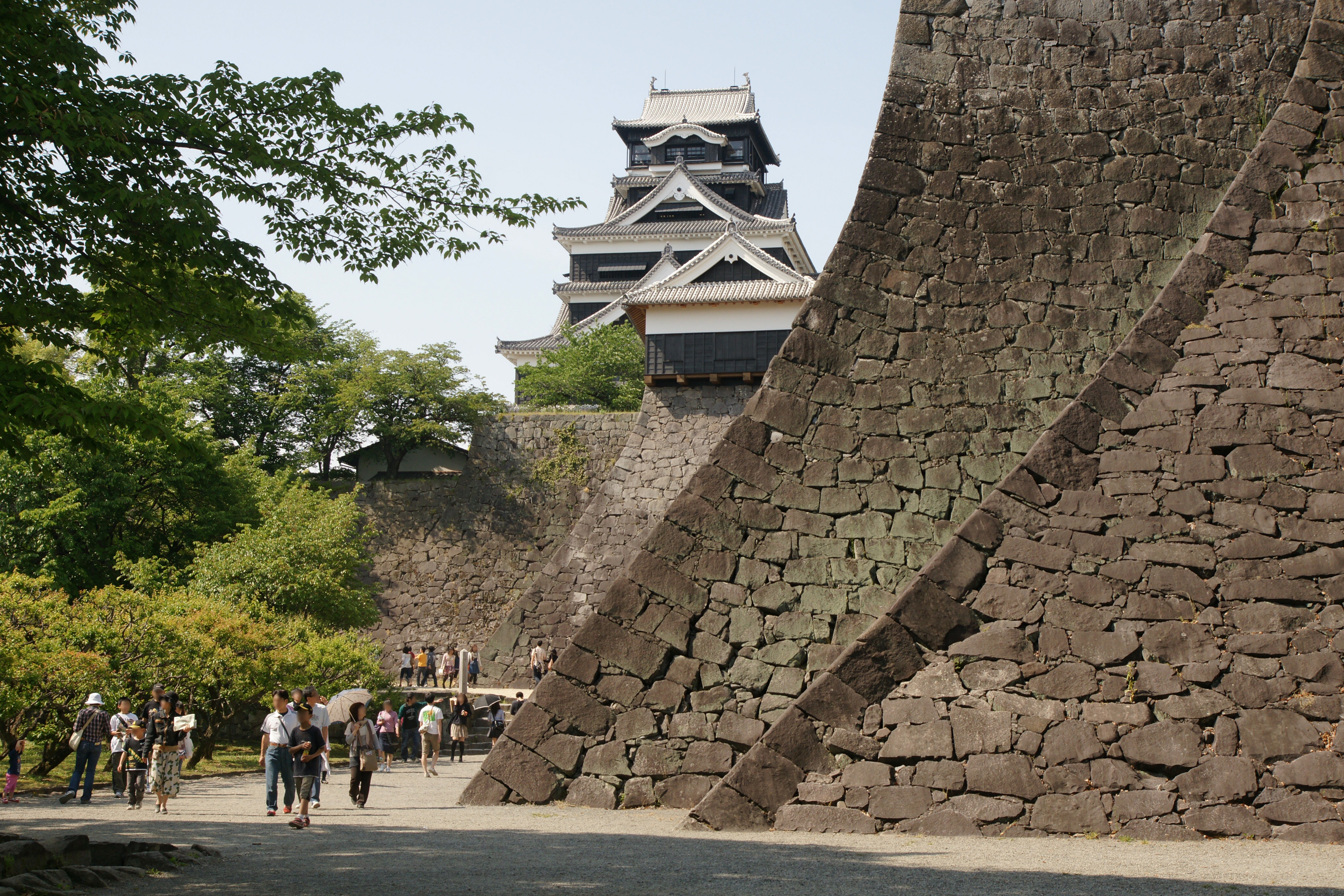
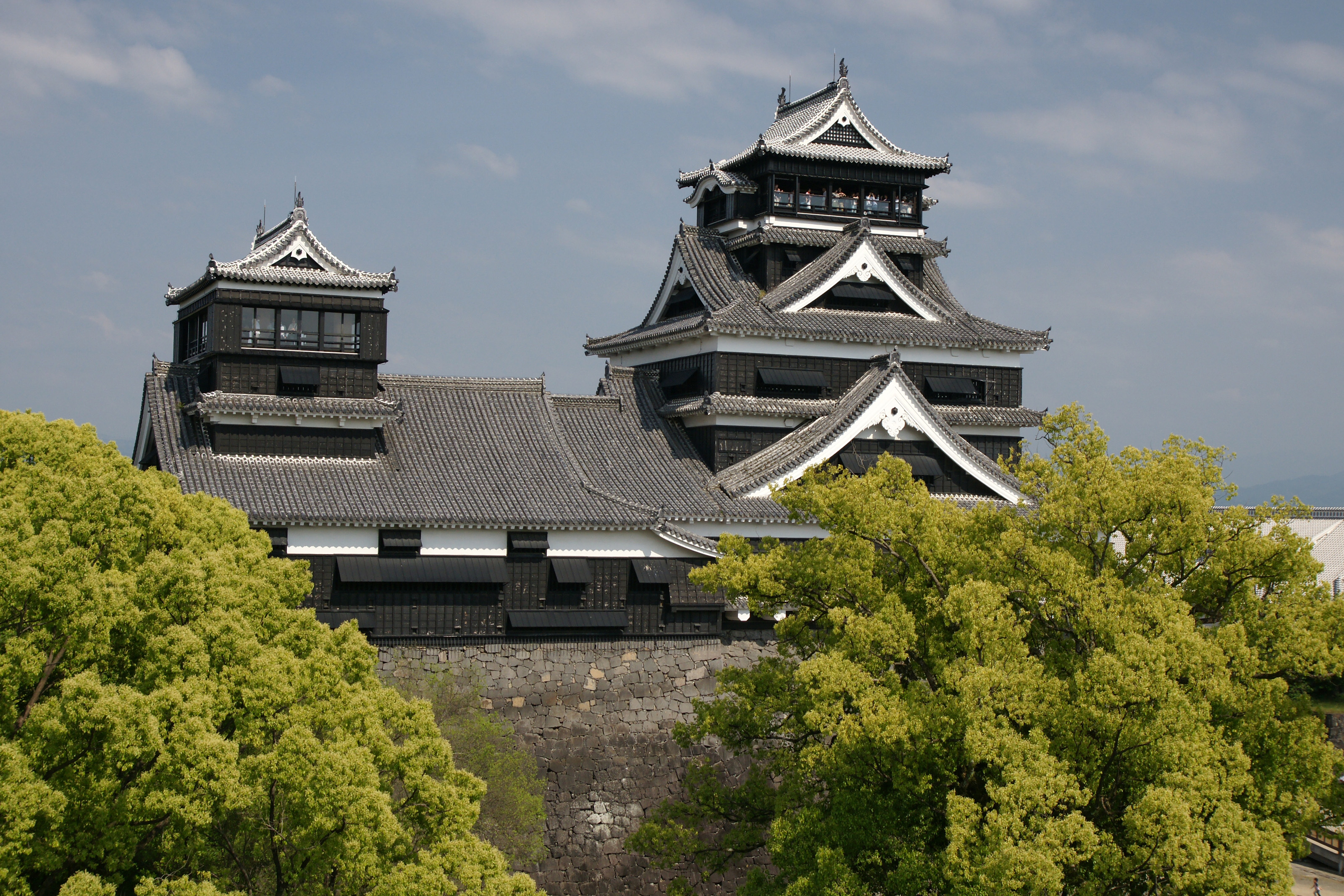
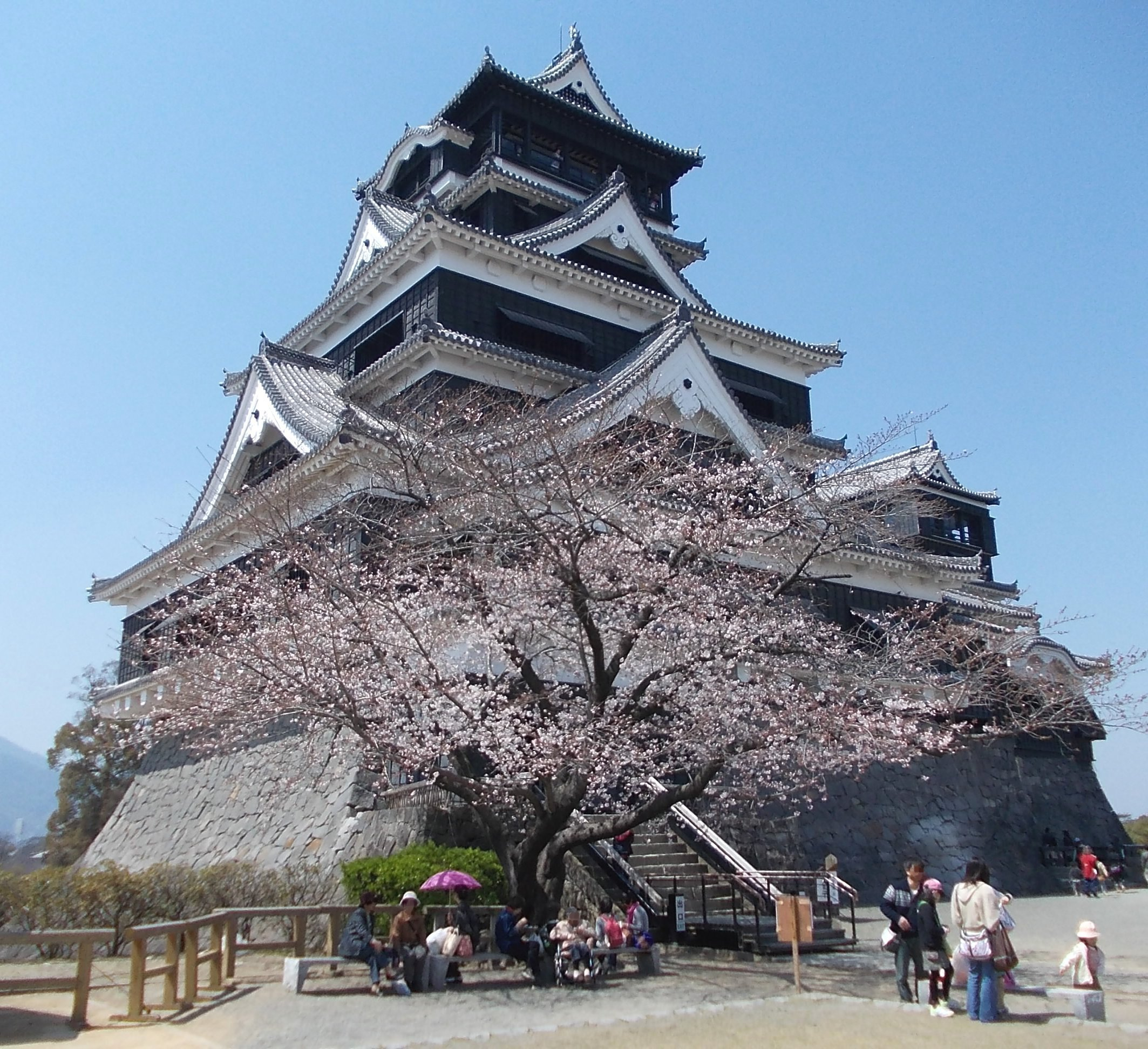
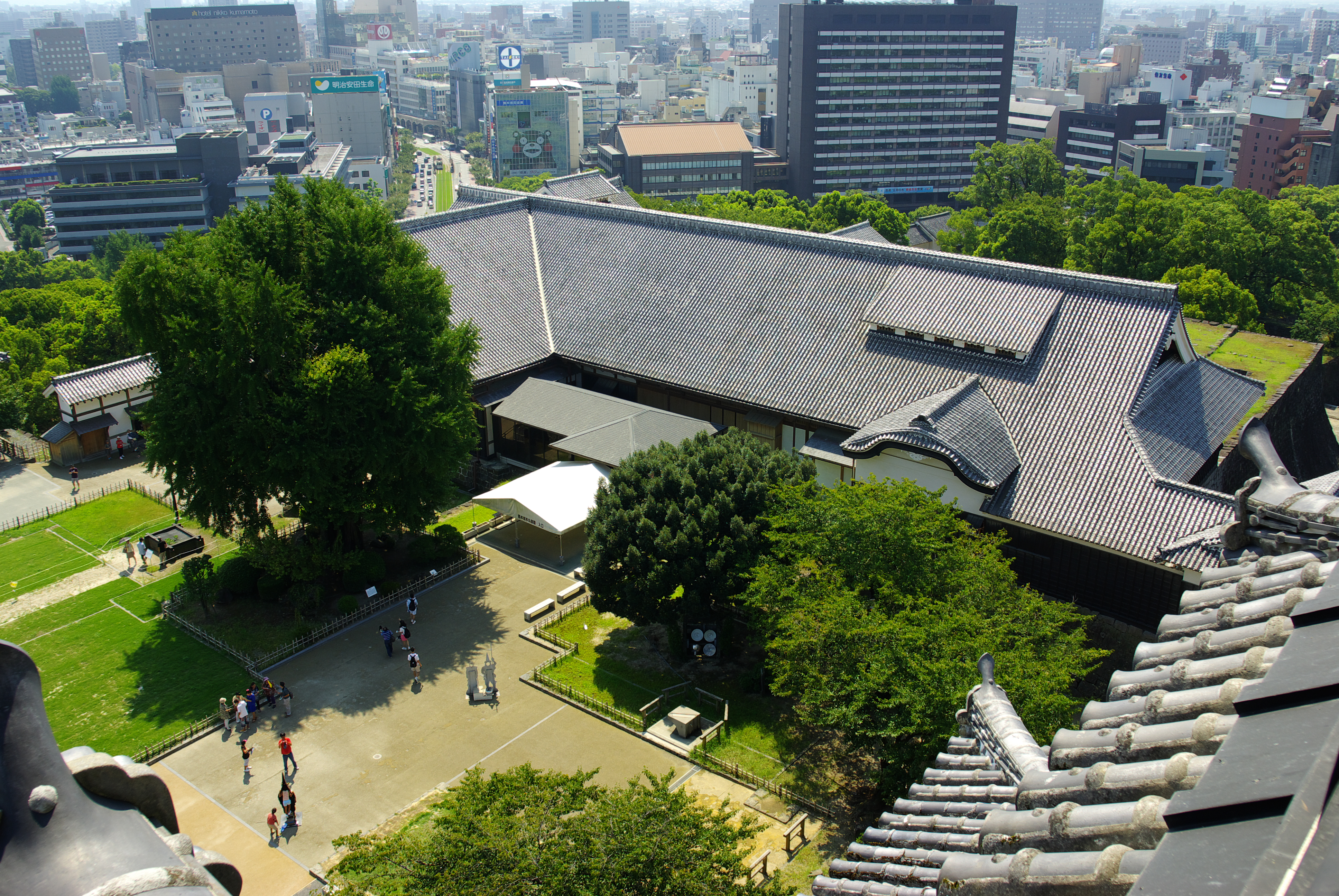
A Honmaru palota felülről
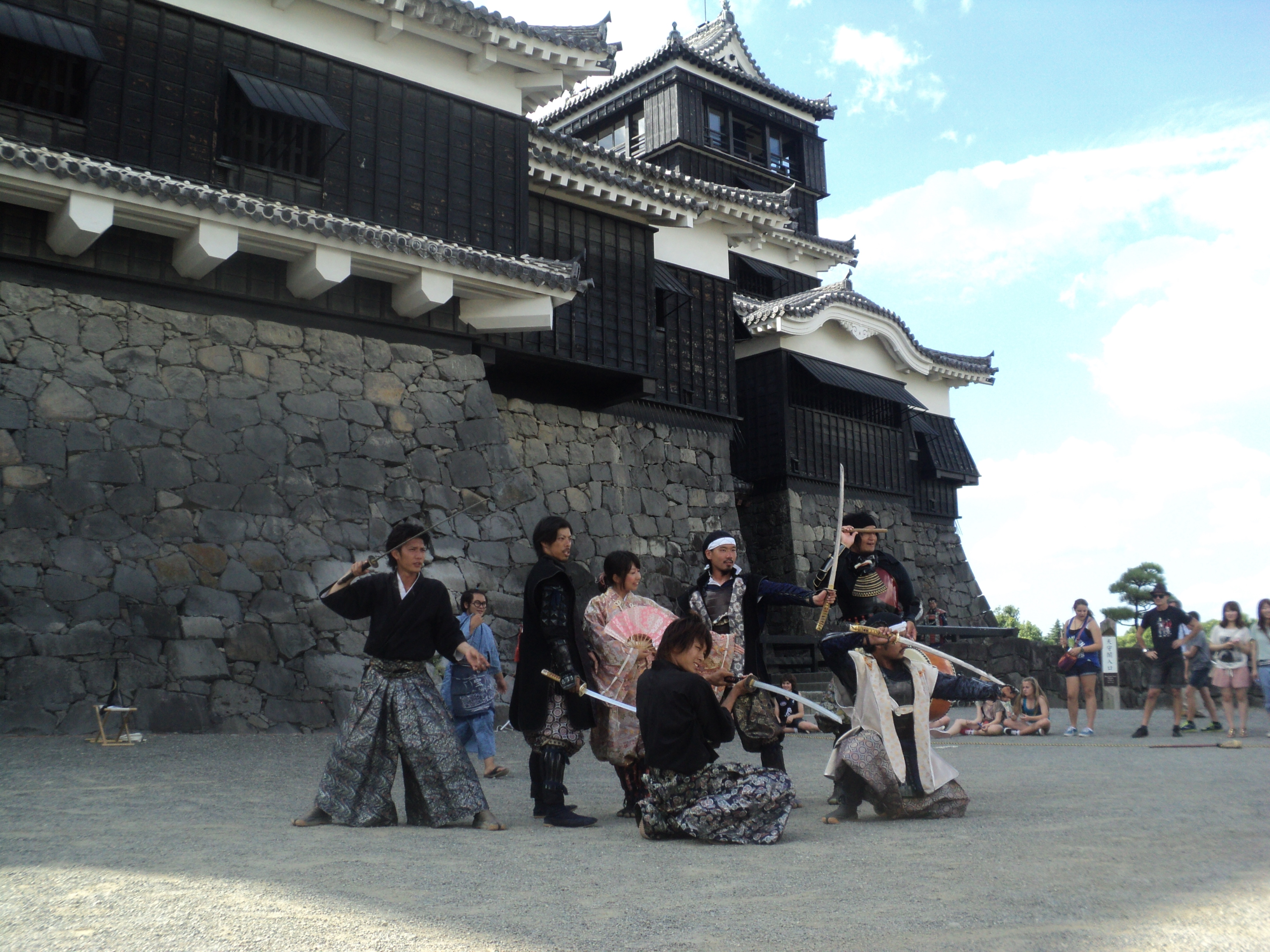
A várkastély sok kulturális esemény színhelye

## Fordítás
- Ez a szócikk részben vagy egészben  a   Kumamoto Castle című angol Wikipédia-szócikk ezen változatának fordításán alapul.  Az eredeti cikk szerkesztőit annak laptörténete sorolja fel. Ez a jelzés csupán a megfogalmazás eredetét és a szerzői jogokat jelzi, nem szolgál a cikkben szereplő információk forrásmegjelöléseként.